# Geissanthus longistamineus
Geissanthus longistamineus là một loài thực vật có hoa trong họ Anh thảo. Loài này được (A.C.Sm.) Pipoly mô tả khoa học đầu tiên năm 1993.